# Kanton Aubervilliers
Kanton Aubervilliers is een kanton van het Franse departement Seine-Saint-Denis.
Het kanton is op 22 maart 2015 gevormd door de fusie van de kanton Aubervilliers-Est en -Ouest en maakt deel uit van het arrondissement Saint-Denis

## Gemeenten
Het kanton Aubervilliers omvat de volgende gemeente:
- Aubervilliers